# Novoribatella pentasetarum
Novoribatella pentasetarum är en kvalsterart som beskrevs av Engelbrecht 1986. Novoribatella pentasetarum ingår i släktet Novoribatella och familjen Oribatellidae. Inga underarter finns listade i Catalogue of Life.